# Ana María Leyra
Ana María Leyra Soriano (Madrid, 1947) es una filósofa española, doctora en filosofía y profesora titular de Estética y Teoría de las Artes en la Facultad de Filosofía de la Universidad Complutense de Madrid (UCM). Sus principales investigaciones versan sobre creatividad, gesto, escritura e imagen y los vínculos entre el arte y la locura. Es directora de la revista Escritura e Imagen desde el año 2005.
Está casada con el filósofo Enrique Pajón Mecloy.

## Trayectoria
Leyra es profesora de la Facultad de Filosofía de la UCM desde 1985. Ha ocupado los cargos de Secretaria de Departamento entre 1992 y 1995 y Secretaría Académica de 1998 a 2003. Desde el año 2000, codirige La Europa de la escritura, un grupo de investigación interdisciplinar e internacional centrado en las relaciones entre la escritura y la imagen (partiendo de entender la imagen como un “texto” y la escritura como “grafismo”). 
Dirige el Seminario permanente de investigación científica, grupo del mismo nombre que se imparte en la Facultad de Filosofía de la Universidad Complutense de Madrid. Vinculada a este grupo de investigación y desde una perspectiva interdisciplinar y abierta, se publica desde 2005 la revista anual Escritura e Imagen, de la que Leyra es su directora desde sus inicios.
Ha impartido conferencias en universidades de diferentes lugares del mundo como París, Turín, Puerto Rico o Roma “La Sapienza”.

## Publicaciones
Ha publicado artículos en revistas de España, Francia, Italia, y Estados Unidos.
Entre los principales libros que ha escrito o editado se encuentran:
- Arte y Ciencia (1992), junto con Carmen Mataix Leyra. Reeditado en 2014  Arte y ciencia: una visión especular, La Palma, Madrid. ISBN 84-87417-24-8
- La mirada creadora. De la experiencia artística a la filosofía (1993). Península, Barcelona. 2ª ed., Madrid, Ediciones Antígona, 2014.[6]
- Poética y transfilosofía (1995) Fundamentos, Madrid.[7]
- Discurso o imagen. Las paradojas de lo sonoro (2003). (Ed) Editorial Fundamentos. 2003.[8]
- Tiempo de estética (1998) (Ed) Editorial Fundamentos, Madrid.
- De Cervantes a Dalí. Escritura, imagen y paranoia (2006) Madrid, Fundamentos.

## Reconocimientos
Hija de padres sordos, realizó su tesis doctoral sobre La captación estética en los ciegos-sordos y fue premiada por el  Ministerio de Sanidad en 1978.